# Simon Grover
Simon Grover (* 25. November 1966 in St Albans, Hertfordshire, England) ist ein englischer Schauspieler, Drehbuchautor und Politiker.

## Leben
Simon Grover wurde in St. Albans geboren und wuchs dort auf. Nachdem er 10 Jahre in London gelebt und dort an der Hull University Politikwissenschaft studiert hatte, kehrte er im Jahr 2003 wieder nach St. Albans zurück. Das Studium hatte sein Interesse an grüner Politik geweckt, sodass er heute als Stadtrat tätig ist. Nach dem Studium nahm Grover ein Jahr lang Schauspielunterricht und arbeitete über 10 Jahre hinweg am Theater und für das Fernsehen. Er spielt gelegentliche noch in Fernsehfilmen mit, ist inzwischen jedoch hauptsächlich als Schriftsteller tätig. Er schreibt Drehbücher für das Vorschulprogramm des Fernsehens und arbeitet in Teilzeit in einer Kommunikationsberatung in London.
Simon wurde als erster grüner Stadtrat in die Verwaltung des St. Albans District Council gewählt. Sein Aufgabengebiet als Stadtrat umfasst Beratungen und Hilfestellung zu Fragen und Problemen sowie die Mitarbeit in Ausschüssen und Abteilungen. Derzeit ist er Leiter der Ratsgruppe Independent & Green.
Als Schauspieler trat er zuerst in der BBC-Kinderserie Tweenies in Erscheinung. In 2010 wirkte er in Spielfilmen wie London Boulevard und Harry Potter und die Heiligtümer des Todes mit. Des Weiteren spielt er seit 2007 Trompete und singt in der Anglo Latin Band The Swanvesta Social Club. Diese brachte das Mini-Album Never Mind The Bongos heraus. Glover trat 2008 mit seiner Band beim Two Rivers Festival in Chepstow auf. Die Band hat inzwischen ein komplettes Album mit dem Titel The Inauthentic Sound of Cuba veröffentlicht.

## Filmografie
- 1998: Bill’s New Frock (Kurzfilm)
- 1999–2002: Tweenies (Fernsehserie, 84 Folgen, Figur Max and Judy)
- 2004: Short (Kurzfilm)
- 2009–2011: Gigglebiz (Fernsehserie, 25 Folgen)
- 2010: Harry Potter und die Heiligtümer des Todes: Teil 1 (Harry Potter and the Deathly Hallows: Part 1)
- 2010: London Boulevard

## Drehbücher
Fernsehserien
- 2000–2001: Tweenies
- 2002: Fimbles
- 2003: Bobinogs
- 2004–2005: Planet Cook – (mehrere Folgen)
- 2004–2006: Big Cook Little Cook – (Folgen Humpty Dumpty, Ernie the Elf, Mouse)
- 2008: Nuzzle and Scratch – (Folge The Window Cleaner)
- 2009: Waybuloo
- 2009: I Can Cook
- 2010: Wibbly Pig – (Folge Bus/Airplane)[3]